# Плосконосый додекаэдр
Плосконосый додекаэдр, курносый додекаэдр или плосконосый икосододекаэдр — это полуправильный многогранник (архимедово тело), одно из тринадцати выпуклых изогональных непризматических тел, гранями которых являются два или более правильных многоугольника.
Плосконосый додекаэдр имеет 92 грани (наибольшее количество из всех архимедовых тел), 12 из них являются пятиугольниками, а остальные 80 — правильными треугольниками. У него 150 рёбер и 60 вершин.
Многогранник имеет две различные формы, являющиеся зеркальными образами (или «энантиоморфным видом») друг друга. Объединение обоих видов образует соединение двух плосконосых додекаэдров, а выпуклая оболочка этой конструкции является ромбоусечённым икосододекаэдром.
Кеплер первоначально назвал его в 1619 по латински dodecahedron simum в своей книге Harmonices Mundi. Гарольд Коксетер заметил, что многогранник можно получить равным образом из додекаэдра или икосаэдра и назвал его плосконосым икосододекаэдром, с вертикальным символом Шлефли {\displaystyle s{\begin{Bmatrix}5\\3\end{Bmatrix}}}.
Отношение длины ребра "a" к диаметру описанного шара "D":
D=4.311675*a

## Декартовы координаты
Декартовыми координатами вершин плосконосого додекаэдра являются все чётные перестановки
(±2α, ±2, ±2β),
(±(α+β/ϕ+ϕ), ±(−αϕ+β+1/ϕ), ±(α/ϕ+βϕ−1)),
(±(α+β/ϕ−ϕ), ±(αϕ−β+1/ϕ), ±(α/ϕ+βϕ+1)),
(±(−α/ϕ+βϕ+1), ±(−α+β/ϕ−ϕ), ±(αϕ+β−1/ϕ)) и
(±(−α/ϕ+βϕ−1), ±(α−β/ϕ−ϕ), ±(αϕ+β+1/ϕ)),
с чётным числом знаков плюс, где
α = ξ − 1 / ξ
и
β = ξϕ + ϕ2 + ϕ /ξ,
Здесь ϕ = (1 + √5)/2 — золотое сечение, а ξ является вещественным решением уравнения ξ3 − 2ξ = ϕ и это число равно
{\displaystyle \xi ={\sqrt[{3}]{{\frac {\phi }{2}}+{\frac {1}{2}}{\sqrt {\phi -{\frac {5}{27}}}}}}+{\sqrt[{3}]{{\frac {\phi }{2}}-{\frac {1}{2}}{\sqrt {\phi -{\frac {5}{27}}}}}}}
или, приближённо, 1,7155615.
Этот плосконосый додекаэдр имеет длину ребра примерно 6,0437380841.

Трансформация из ромбоикосидодекаэдра в плосконосый додекаэдр

Если взять нечётные перестановки вышеприведённых координат с чётным числом знаков плюс, получим другую, энантиоморфную форму первого. Хотя это и не сразу очевидно, тело, полученное из чётных перестановок, является тем же самым, что и из нечётных. Тем же образом, зеркальное отображение многогранника будет соответствовать либо чётным перестановкам, либо нечётным.

## Площадь поверхности и объём
Длиной ребра 1 площадь поверхности равна
{\displaystyle A=20{\sqrt {3}}+3{\sqrt {25+10{\sqrt {5}}}}\approx 55,28674495844515}
а объём равен
{\displaystyle V={\frac {12\xi ^{2}(3\phi +1)-\xi (36\phi +7)-(53\phi +6)}{6{\sqrt {3-\xi ^{2}}}^{3}}}\approx 37,61664996273336},
где ϕ — золотое сечение.
Плосконосый додекаэдр имеет наивысшую сферичность из всех архимедовых тел.

## Ортогональные проекции
Плосконосый додекаэдр имеет две специальные ортогональные проекции, центрированные относительно двух типов граней — треугольных и пятиугольных, соответствующие плоскостям Коксетера A2 и H2.
| Центрирован относительно  | Треугольной грани | Пятиугольной грани | Ребра |
| ------------------------- | ----------------- | ------------------ | ----- |
| Изображение               |                   |                    |       |
| Проективная симметрия     | [3]               | [5]+               | [2]   |
| Двойственный многогранник |                   |                    |       |

## Геометрические связи
| Вращение курносого додекаэдра |
| ----------------------------- |
|                               |

Плосконосый додекаэдр может быть получен из двенадцати правильных пятиугольных граней додекаэдра путём их вытягивания наружу, так что они перестают касаться друг друга. При вытягивании на подходящее расстояние это даст ромбоикосидодекаэдр, если заполнить полученное пространство между разделёнными рёбрами квадратами, а между разделёнными вершинами — треугольниками. Но чтобы получить плосконосый вид, заполняем только треугольные грани, квадратные промежутки оставляем пустыми. Теперь поворачиваем пятиугольники относительно их центров вместе с треугольниками, пока квадратные промежутки не превратятся в равносторонние треугольники.
| Додекаэдр | Ромбоикосидодекаэдр (Расширенный додекаэдр) | Плосконосый додекаэдр |

Плосконосый додекаэдр можно также получить из ромбоусечённого икосододекаэдра путём альтернации. Шестьдесят вершин ромбоусечённого икосододекаэдра образуют многогранник, топологически эквивалентный одному плосконосому додекаэдру. Оставшиеся шестьдесят образуют его зеркальное отражение. Получившийся многогранник вершинно транзитивен, но не однороден, поскольку имеет рёбра разной длины, необходима некоторая деформация, чтобы привести его к однородному многограннику.

## Связанные многогранники и мозаики
| Симметрия: [5,3], (*532)                 | Симметрия: [5,3], (*532)       | Симметрия: [5,3], (*532)     | Симметрия: [5,3], (*532)       | Симметрия: [5,3], (*532)     | Симметрия: [5,3], (*532)       | Симметрия: [5,3], (*532)         | [5,3]+, (532)                    |
| ---------------------------------------- | ------------------------------ | ---------------------------- | ------------------------------ | ---------------------------- | ------------------------------ | -------------------------------- | -------------------------------- |
|                                          |                                |                              |                                |                              |                                |                                  |                                  |
| node_1 · 5 · node · 3 · node             | node_1 · 5 · node_1 · 3 · node | node · 5 · node_1 · 3 · node | node · 5 · node_1 · 3 · node_1 | node · 5 · node · 3 · node_1 | node_1 · 5 · node · 3 · node_1 | node_1 · 5 · node_1 · 3 · node_1 | node_h · 5 · node_h · 3 · node_h |
| {5,3}                                    | t{5,3}                         | r{5,3}                       | t{3,5}                         | {3,5}                        | rr{5,3}                        | tr{5,3}                          | sr{5,3}                          |
| Двойственные к однородным многогранникам |                                |                              |                                |                              |                                |                                  |                                  |
|                                          |                                |                              |                                |                              |                                |                                  |                                  |
| V5.5.5                                   | V3.10.10                       | V3.5.3.5                     | V5.6.6                         | V3.3.3.3.3                   | V3.4.5.4                       | V4.6.10                          | V3.3.3.3.5                       |

Этот полуправильный многогранник принадлежит последовательности плосконосых многогранников и мозаик с вершинной фигурой (3.3.3.3.n) и диаграммой Коксетера — Дынкина . Эти фигуры и их двойственные имеют (n32) вращательную симметрию и существуют в евклидовой плоскости для n=6 и гиперболической плоскости для любого n, большего 6. Можно считать, что последовательность начинается с n=2, если допустить, что некоторое множество граней вырождается в двуугольники.
| Симметрия n32      | Сферическая | Сферическая | Сферическая | Сферическая | Евклидоваn | Компактная гиперболич. | Компактная гиперболич. | Паракомп.  |
| Симметрия n32      | 232         | 332         | 432         | 532         | 632        | 732                    | 832                    | ∞32        |
| ------------------ | ----------- | ----------- | ----------- | ----------- | ---------- | ---------------------- | ---------------------- | ---------- |
| Плосконосые фигуры |             |             |             |             |            |                        |                        |            |
| Конфигурация       | 3.3.3.3.2   | 3.3.3.3.3   | 3.3.3.3.4   | 3.3.3.3.5   | 3.3.3.3.6  | 3.3.3.3.7              | 3.3.3.3.8              | 3.3.3.3.∞  |
| Фигуры             |             |             |             |             |            |                        |                        |            |
| Конфигурация       | V3.3.3.3.2  | V3.3.3.3.3  | V3.3.3.3.4  | V3.3.3.3.5  | V3.3.3.3.6 | V3.3.3.3.7             | V3.3.3.3.8             | V3.3.3.3.∞ |

## Граф плосконосого додекаэдра
В теории графов граф плосконосого додекаэдра — это граф вершин и рёбер плосконосого додекаэдра. Он имеет 60 вершин и 150 рёбер и является архимедовым графом .
|  |  |  |